# Chilchzimmersattel
Der Chilchzimmersattel ist ein Schweizer Pass im Faltenjura im Süden des Kantons Basel-Landschaft. Er befindet sich in 991 m ü. M. zwischen den Gemeinden Eptingen und Langenbruck.
Die Passstrasse zwischen diesen beiden Orten ist eine 9,7 km lange Landstrasse mit Steigungen bis zu 15 %. Die westliche Auffahrt von Langenbruck überwindet fast ohne Kehren einen Höhenunterschied von 288 m, die östliche Auffahrt von Eptingen hat einen Höhenunterschied von 498 m und 9 Kehren.
Der Sattel wurde ab dem Zweiten Weltkrieg von der Sperrstelle Unter Hauenstein gesichert; in der näheren Umgebung finden sich Reste von Befestigungen der Fortifikation Hauenstein, die während des Ersten Weltkrieges angelegt worden sind. In dieser Zeit wurde die Passstrasse von der Schweizer Armee angelegt. Nahe dem Chilchzimmersattel befindet sich die Belchenflue, weswegen der Pass im Volksmund häufig auch "Belchen" oder "Bölchen" genannt wird.